# 角修吉
角 修吉（かく しゅうきち、1938年12月18日 - ）は、日本の電気・電子工学者。大阪工業大学工学部電子工学科元教授、元新材料研究センター長。工学博士（大阪府立大学）。医療工学研究会元顧問。
専門は、電磁気学・半導体工学（特にサイリスタ・整流器）、電子回路（特にインバータ・PWM）など。

## 経歴
1963年大阪工業大学工学部卒業。1968年大阪府立大学（現在の大阪公立大学）大学院工学研究科博士課程修了、工学博士（大阪府立大学）。同年、大阪工業大学工学部電子工学科に講師として着任。1975年同学科教授。その後、新材料研究センター（現在のナノ材料マイクロデバイス研究センター）長も務め、大阪工業大学工学部で30年以上の長きに渡り教鞭を執った。
主な所属学会は、電気学会、IEEE、電子情報通信学会、計測自動制御学会など。主な著書は「工学電磁気」（単著、産図テクスト1998、学術書）。

## 主な研究
- サイリスタ増幅器とその応用に関する研究[5]
- スイッチモード方式超低周波用アクティブフィルタ[6]
- スパッタリングにより成長させた（CdZn）合金半導体膜の性質[7]
- マルチレベルPWM正弦波インバータとキャリア周波数変調[8]
- 円柱誘電体付加空中線の理論[9]：園田忍・飯田一男らとの共同研究
- 医療用デバイスの体内移動システム[10]